# ボルボックス科
ボルボックス科 Volvocaceae は、群体性の緑藻類の群。決まった数の細胞が群体を作り、鞭毛を持って泳ぎ回る。群体がゼラチン質に包まれているのが特徴。

## 概説
ボルボックス科の藻類は、典型的な細胞群体を作る。個々の細胞はクラミドモナスに似たもので、葉緑体を持ち、光合成を行う。また2本の等長鞭毛を先端に持っている。
群体の形は属によって決まっているが、多くは細胞が放射状に等距離に並び、それがゼラチン質に包まれたほぼ球形のものである。細胞は群体の外向きに鞭毛を出し、これによって回転しながら遊泳する。ボルボックスの「Volvo」はラテン語で「回転する」という意味である。例外はゴニウム属で、細胞は平面に並び、鞭毛は片方の面と外側に向かう。ただしこの属は現在はこの科から外されている。
群体を作る細胞は基本的には同じ構造を持つが、はっきりした分化を見せる例がある。栄養細胞として分化が見られ、群体に前後の区別がある例や、生殖細胞が特に分化する例などが知られ、ボルボックスは細胞数で最大であるほかに、この方向でももっとも特化したものである。
無性生殖時には群体を構成する細胞が分裂を繰り返し、決まった細胞数の小さな群体を作って独立する形で繁殖する。有性生殖では、同形配偶子接合、異形配偶子接合、卵生殖まである。異形配偶子を作る場合、小配偶子は1個の細胞の分裂によって多数が形成され、形成された精子が束になる精子束を形成するのが特徴である。
なお、科の和名としては岡田他(1965)はオオヒゲマワリ科、水野(1964)はヒゲマワリ科を採っている。ここでは混乱を避けて学名カナ読みを採っておく。

## 特徴

### 細胞
個々の細胞は、クラミドモナスに似たものである。2本の等長鞭毛が先端側にある。細胞壁に代わり、ゼラチン質が細胞を包み、これが群体を構成する基盤となる。葉緑体は1個で、大きくて杯状をしており、ピレノイドが1個またはそれ以上ある。収縮胞は普通は2個、鞭毛の基部にある。またやはり鞭毛の基部に、普通は眼点が1個ある。

### 群体
全て複数の細胞が細胞を包むゼラチン質によって繋がった構造をしている。ゼラチン質は個々の細胞の回りにあって、隣の細胞のそれと区別出来る例と、その間に区切りが見えないものがある。細胞の配置はゴニウムで平面に並ぶのを例外に、それ以外の属では放射状に並んで球形に近い形になり、鞭毛を外側に向ける。鞭毛を使って回転しながら泳ぐことが出来る。群体の構造は放射方向にほぼ同じだが、進行方向はある程度決まっており、それに応じて細胞に分化が見られる例もある。

## 生殖

### 無性生殖

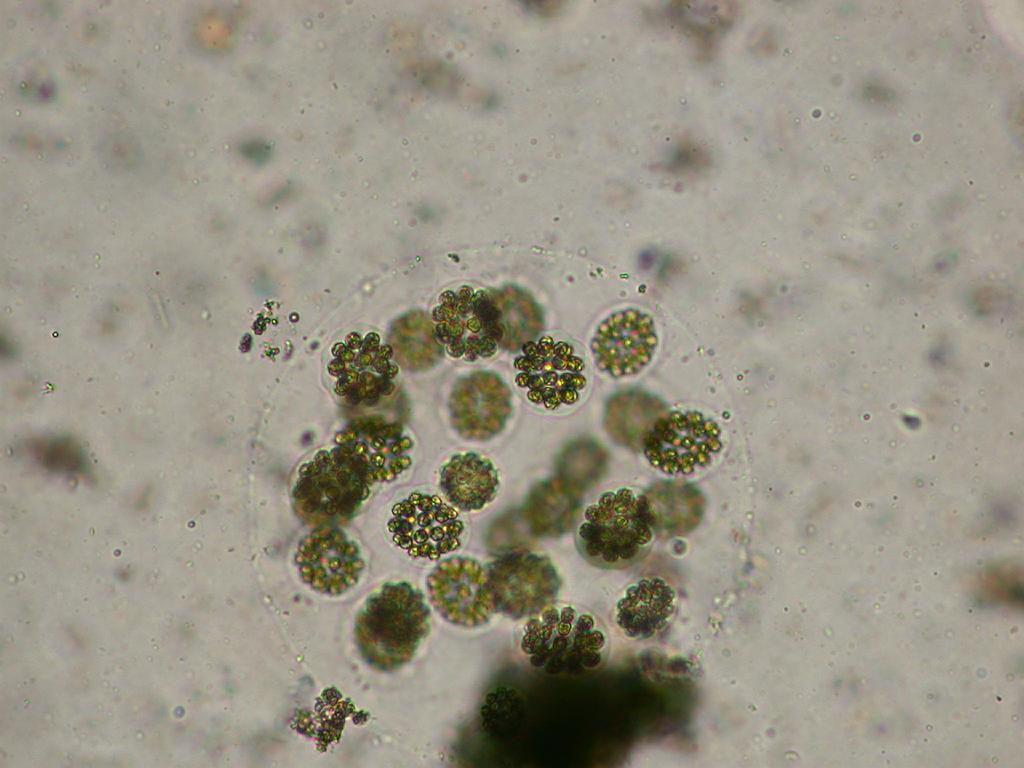
ユードリナの無性生殖
個々の細胞の位置に娘群体が出来ている。

無性生殖は個々の細胞が分裂し、それぞれに新しい群体を形成する形で行われる。例えばユードリナでは成熟した群体のそれぞれの細胞が同時に分裂を始め、それぞれの位置で分裂を繰り返し、16個ないし32個に達すると分裂を止め、それらが新たな群体となる。ただ、この娘群体は形成当初は鞭毛を内側に向けており、その後一端から反転し、鞭毛を外側に向けることで完成する。この様な反転は、同じような細胞の配列を持つこの科の他の属のものでも知られている。なお、この様な形成過程を採るため、この類の群体を構成する細胞数は2の累乗の値を採る。また、細胞数は群体の成長の間、変化しない。典型的な細胞群体である。

### 有性生殖
有性生殖は、同形配偶子接合から異形配偶子接合、それに卵生殖に至る様々な段階のものがある。
- 同形配偶子接合はパンドリナ属などで知られる。
- 異形配偶子接合はユードリナ属、プレオドリナ属等で知られる。
- 卵生殖、つまり精子と不動性の卵細胞を形成するのは、ボルボックス属に見られる。

精子が形成される場合、その元になる細胞が分裂を繰り返して精子を形成するが、この時に程長い紡錘形の優性配偶子が束になって形成される。これは見た目が菊の花のようで、これを精子束(sperm packet)と言い、これを一つの群体と見なすことも出来る。雌性配偶子は元になる細胞が分裂せずに作られる。

## 細胞の分化
単細胞生物と多細胞生物の違いの一つに細胞に分化が見られるかどうか、という点がある。その観点では、この群は簡単ながら細胞に分化が見られる例があり、興味深いものである。
分化は、栄養細胞にも、生殖細胞にも見られる。ゴニウム属、パンドリナ属などではそのいずれもがほとんど見られない。それでもパンドリナでは進行方向の細胞が後方の細胞より眼点が大きいという程度の差はある。この傾向がもっとも顕著なのがプレオドリナで、この属のものは進行方向に近い一部の細胞が、後方の細胞より明確に小さい。似た傾向はユードリナの一部にも見られる。逆にアストレフォメネ属では、後方に少数の小さい細胞を持つ。ボルボックスでは表面にある鞭毛細胞と、内側にあるゴニジアと呼ばれる細胞の分化があり、これは後述の通り生殖に関わるものである。ただしゴニジアの配置は群体の後方に多い。
生殖細胞では、ゴニウムやパンドリナでは全ての細胞が同じように生殖に与る。それに対してプレオドリナやアストレフォメネでは小さい細胞が生殖に参加しない。さらにボルボックスでは、群体を構成する大部分の細胞である表面の鞭毛細胞は生殖に関わらない。内部に位置するゴニジアと言う細胞のみが生殖に参加する。
概して細胞数が多くなるほどに分化の程度が高くなる傾向があり、細胞数ではほぼ以下のような順になる。
- ゴニウム＜パンドリナ＜ユードリナ＜プレオドリナ＜ボルボックス

この中でパンドリナまでが同形配偶子接合、ユードリナ以上外径配偶子、ボルボックスだけが不動の卵を形成する。

## 系統分類
細胞の構造からクラミドモナスとの関係が論じられてきた。現在検討されたものについては、その全てが Chlamydomonas reinhardtii と類縁が深いとの結果が出ている。
ちなみにボルボックスについてはその形態が動物の胞胚に似ることから、ヘッケルによって多細胞動物の進化との関連を論じられたことがあるが、現在では否定されている。ただし、海綿類には胞胚の段階で最初に内側に繊毛が形成され、その後に反転するものがあることが知られている。

## 下位分類
この群に類するものとしては以下のような属が代表的である。細胞数の少ない方から挙げる。
- Tetrabaena　シアワセモ属：細胞数4。細胞は正方形に配置。
- Gonium　ゴニウム属（ヒラタヒゲマワリ）：細胞数4-32。平板状正方形に配置。
- Pandorina　パンドリナ属（カタマリヒゲマワリ・クワノミモ）：細胞数8-32。細胞が集合して塊状になる。
- Volulina　ボルブリナ属：細胞は球形に配置、ただし互いに離れる。細胞がレンズ状か半球形。
- Eudorina　ユードリナ属（タマヒゲマワリ）：細胞数16-32。細胞は球形に離れて配置。細胞は普通。
- Astrephomene　アストレフォメネ属：細胞数32-64。細胞個々がゼラチン質の小球状で、それが球表面を構成。後端に小さい細胞。
- Pleodorina　プレオドリナ属（ヒゲマワリ）：細胞数は64-128。細胞は球状に離れて配置。進行方向の一部細胞は明らかに小さい。
- Volvox　ボルボックス属（オオヒゲマワリ）：細胞数500-20000。鞭毛細胞は球表面を覆い、更に内部にゴニジアと呼ばれる細胞がある。

これらは典型的なものでは判別が容易だが、困難な例もある。例えばパンドリナには細胞の集合が弱いものがあり、その場合にユードリナと混同される。プレオドリナは幼い群体では細胞の大きさに差がなく、これらの場合に判別は混乱する。従って有性生殖を見なければ判断出来ないなどの例も生じる。
伝統的にはこれら全てをボルボックス科に含めた。現在ではシアワセモ（とBasichamys）をテトラバエナ科に、ゴニウムとアストレフォメネ属をゴニウム科とする扱いが行われている。ボルボックス科には以下の7属が含まれる。
- ユードリナ・パンドリナ・プラティドリナ Platydorina・ボルボックス・ボルブリナ・ヤマギシエラ Yamagishiella

## 類似する生物
他にクラミドモナス型の細胞が集まった細胞群体を作るものにスポンディロモルム（クミヒゲマワリ）類がある。個々の細胞がゼラチン質を持たず、房状に寄り集まった群体を形成するものである。これも細胞群体であり、同じくボルボックス目に含めるが、系統は異なると考えられている。
他に黄金色藻類にもSynura （シヌラ・モトヨセヒゲムシ）のように放射状に鞭毛細胞が集まった群体を作るものはある。